# Barranc de Canarill (Casterner de les Olles)
El barranc de Canarill és un barranc, afluent de la Noguera Ribagorçana. Discorre íntegrament pel territori de Casterner de les Olles, dins de l'antic terme ribagorçà d'Espluga de Serra, agregat des del 1970 al de Tremp, del Pallars Jussà.
El barranc es forma en els contraforts de ponent de la Serra de Sant Gervàs, a la Muntanyeta de Llastarri, i davalla cap a l'oest-nord-oest fins a atènyer al poble de Casterner de les Olles, al costat sud del qual s'aboca en el pantà d'Escales, és a dir, en la Noguera Ribagorçana.